# Třída Revenge
Třída Revenge byla třída bitevních lodí Royal Navy, jež vstoupily do služby v letech 1916–1917 a účastnily se bojů první i druhé světové války. Jedna byla ve válce potopena. Ostatní byly vyřazeny.

## Vznik

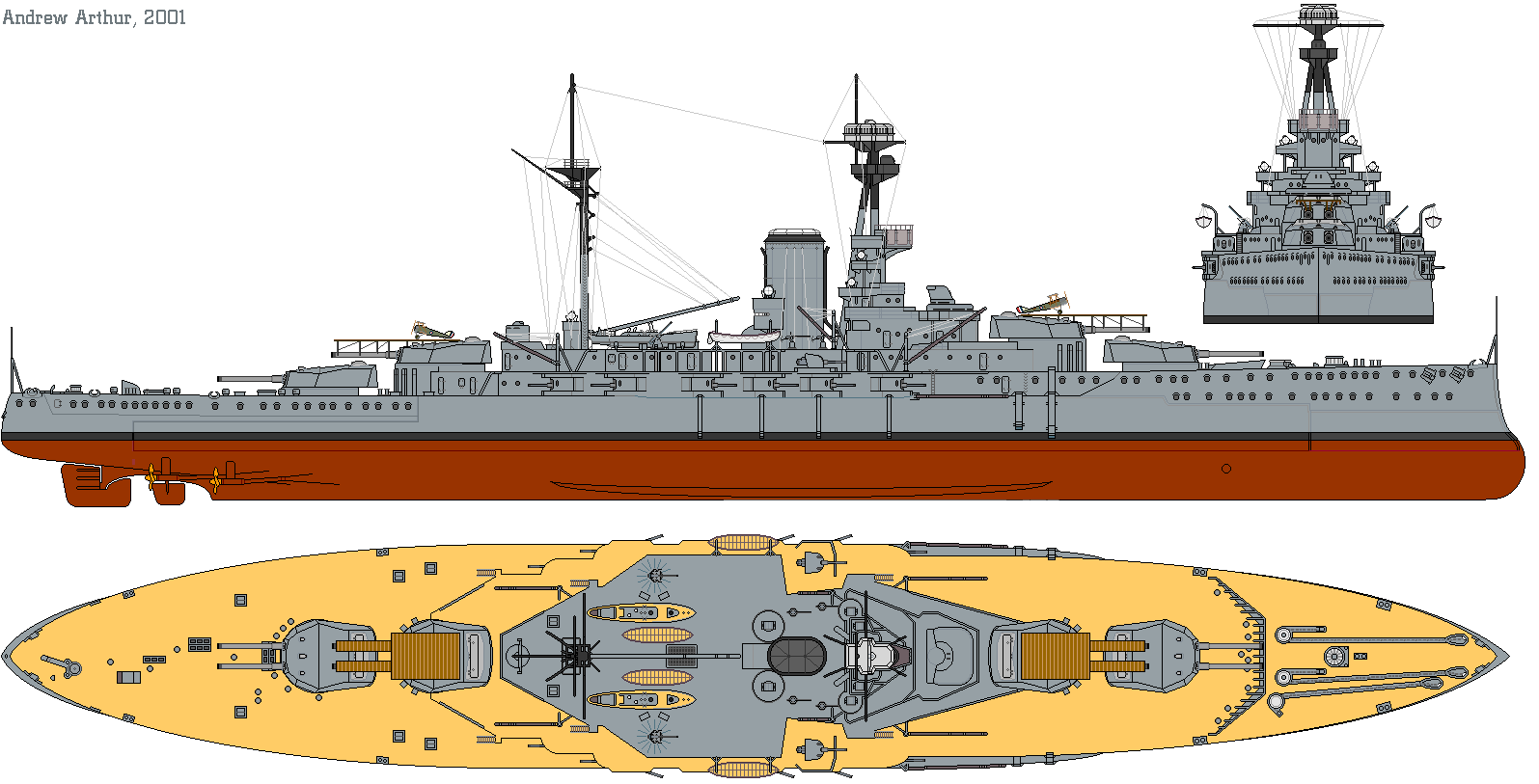
Nákres třídy Revenge za první světové války

Celou třídu tvořilo celkem pět plavidel: Revenge, Royal Sovereign, Ramillies, Resolution a Royal Oak (stavba Resistence byla zrušena). Přestože třída Revenge následovala po moderních a rychlých lodích třídy Queen Elizabeth, jejich konstrukce ještě vycházela ze starších bitevních lodí třídy Iron Duke (s lepší výzbrojí a pancéřováním). Oproti lodím třídy Queen Elizabeth tedy šlo o krok zpět. Navíc rychlost 22 uzlů už byla v době druhé světové války nedostačující.

## Konstrukce

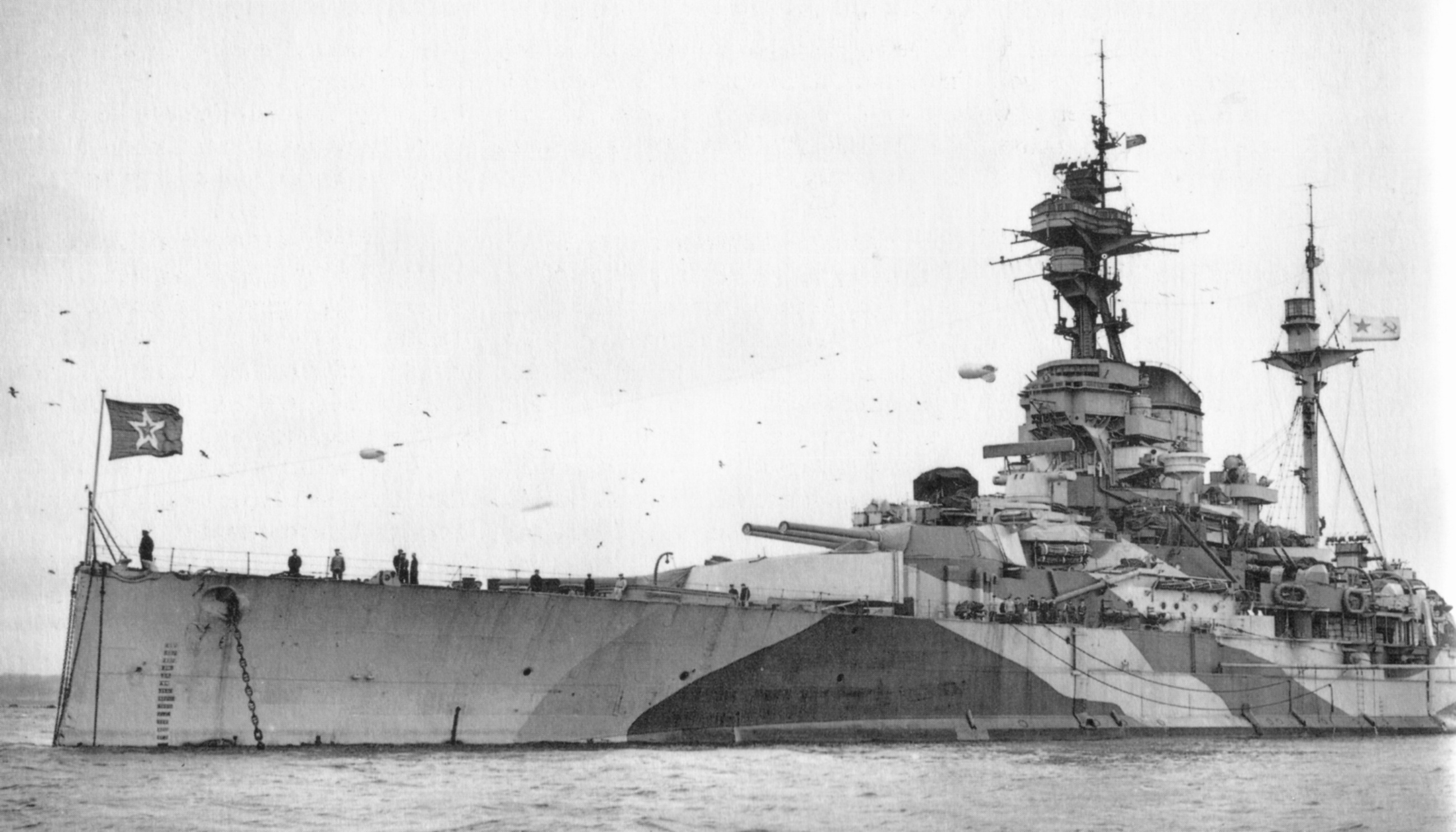
Royal Sovereign sloužil v SSSR jako Archangelsk

Hlavní výzbroj lodí tvořilo osm kanónů 381 mm BL Mk I ve čtyřech dvoudělových věžích, které doplňovalo 14 kusů 152mm kanónů, umístěných po jednom v kasematách. Dále lodě nesly dva 76mm kanóny a čtyři torpédomety. V meziválečné době proběhlo několik dílčích modernizací lodí a proto v době vypuknutí druhé světové války nesly o dvě 152mm děla a oba 76mm kanóny méně, přičemž naopak přibylo osm 102mm kanónů, 16 kusů 40mm kanónů a osm 12,7mm kulometů.

## Služba
Ramillies, Resolution a Royal Oak se účastnily bitvy u Jutska. Krátce po vypuknutí druhé světové války pronikla do Scapa Flow německá ponorka U-47 a zasáhla Royal Oak třemi torpédy, která loď potopila. Ramillies 30. května 1942 v Diego Suarez poškodilo torpédo z japonské miniponorky. V říjnu 1943 přešly Revenge a Resolution do rezervy. Royal Sovereign byl vyřazen v listopadu 1943 a poté zapůjčen Sovětskému svazu, který loď provozoval až do roku 1949 pod jménem Archangelsk. Pouze Ramillies Royal Navy používalo až do počátku roku 1945. Svá plavidla Britové poslali do šrotu v roce 1948, pouze Royal Sovereign byl sešrotován o rok později.